# Sabrina Coast

Sabrina Coast i przylegający sektor Australijskiego Terytorium Antarktycznego

Sabrina Coast – część wybrzeża Ziemi Wilkesa na Antarktydzie Wschodniej. Granice tego wybrzeża wyznaczają: od zachodu Cape Waldron (115°33′E), za którym leży Wybrzeże Budda, a od wschodu Cape Southard (122°05′E), oddzielający je od Banzare Coast.
Jako pierwszy fragment tego wybrzeża (w pobliżu 117°E) jeszcze w marcu 1839 roku zobaczył John Balleny. Wyprawa United States Exploring Expedition pod dowództwem Charlesa Wilkesa zbliżyła się do niego w lutym 1840. Brytyjsko–australijsko–nowozelandzka ekspedycja BANZARE pod dowództwem Douglasa Mawsona  w 1931 roku także odnalazła ląd w tym obszarze. Mawson nazwał to wybrzeże od kutra Sabrina z wyprawy Balleny’ego.